# ادوارد هال
ادوارد هال (انگلیسی: Edward Hall؛ ۱۴۹۷ – ۱۵۴۷) یک تاریخ‌نگار، و نویسنده اهل بریتانیا بود. هال در عین حال یک وکیل و عضوی از پارلمان بود، از وی به عنوان بهترین مورخ تاریخ خاندان‌های بزرگ انگلستان یعنی خاندان یورک و خاندان لنکستر یاد می‌شود که معمولاً به نام تاریخچه هال مشهور است، ادوارد هال متولد سال ۱۴۹۷ می‌باشد، او فرزند جان هال، از نورتال در کینرسلی است

## تاریخچه
هال بیشتر از همه به واسطه نگارش تاریخ خاندان‌های مشهور انگلستان یعنی یورک و لنکستر مشهور است که معمولاً به همین نام خودش هم مشهور است، این اثر وی در سال ۱۵۴۸ توسط ریچارد گرافتون پس از مرگ هال منتشر گردید، از این اثر چند نسخه منتشر گردید، تنها نسخه کامل، تحت عنوان کرونیکل هال، شامل تاریخ انگلستان دوره سلطنت هنری چهارم تا پایان سلطنت هنری هشتم می‌باشد که تحت نظارت سر هنری الیس تهیه و در ۱۸۰۹ منتشر گردید، در سال ۱۹۶۵ این کتاب به چاپ دوم رسید